# Bathyplectes anurus
Bathyplectes anurus là một loài tò vò trong họ Ichneumonidae.